# Famille Marango
 (août 2024).
La famille Marango est une famille patricienne de Venise, originaire d'Altino.

## Historique
Ils produisirent des tribuns antiques.
La famille s'éteint en 1376 avec un certain Giacomo, Avogador di Commun.

## Armes

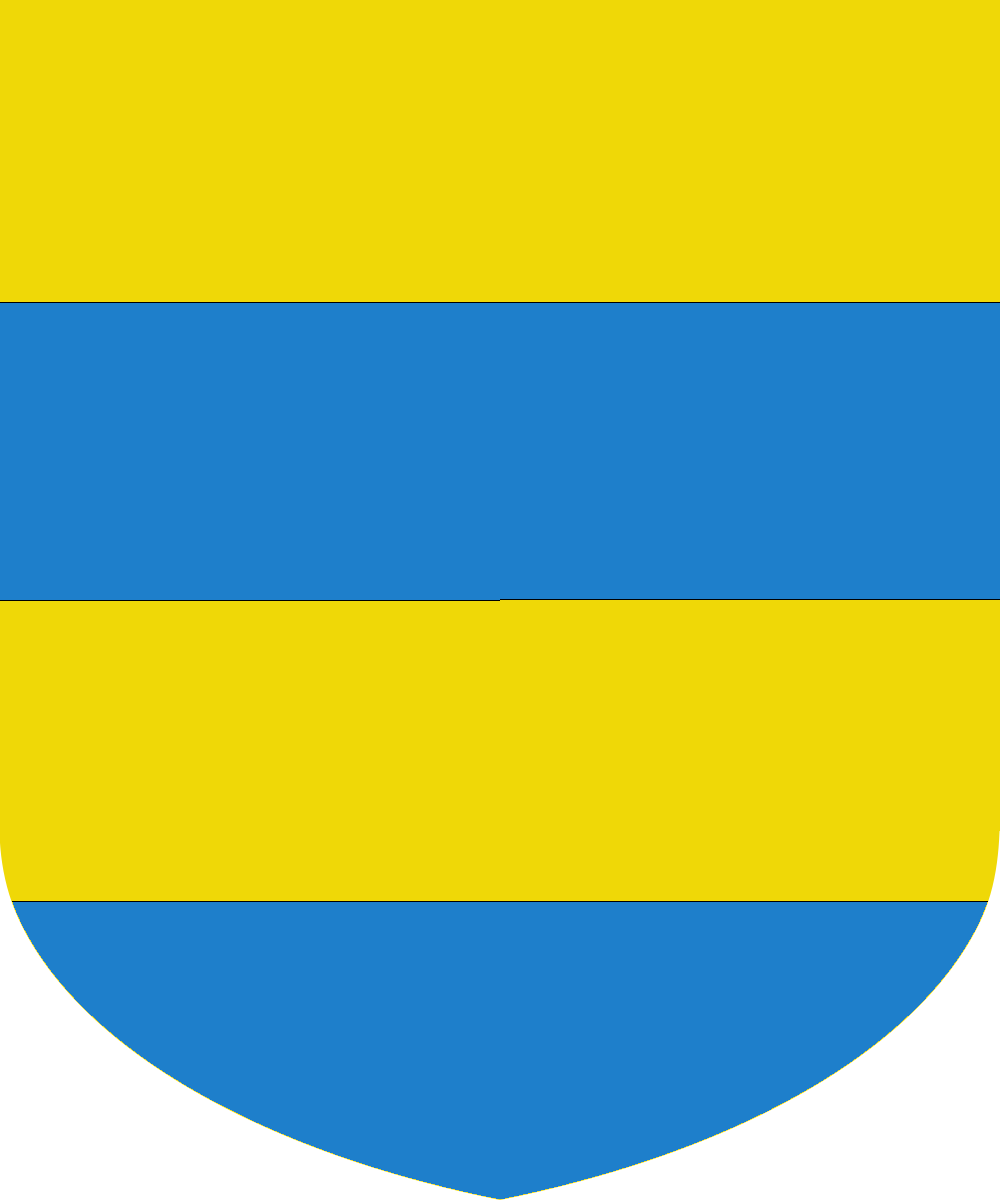
armes des Marango

Les armes des Marangi se blasonnent ainsi : fascé d'or et d'azur de quatre pièces.